# Principi (ètica)
Un principi és una regla o norma que orienta l'acció d'un ésser humà canviant les seves facultats espirituals racionals. Els principis tenen caràcter general i universal. Els principis morals també es poden denominar màximes o precepte constitucional.